# Чанка (Перу)
Чанка — давня народність, що мешкала в Андах, де вперше з'явилися у 1100-роках. Ними було створено низку потужних держав. Тривалий час чанка були супротивниками держави Куско, де правили Інки. Зрештою на початку 1440-х років у протистоянні з останніми були підкорені Сапа Інкою (імператором) Пачакутеком. Більшість відомостей про чанка отримана в результаті археологічних робіт та завдяки історичним згадкам інків.

## Міфи та легенди
Відповідно до різних індіанських легенд, первісна територія чанка розташовувалася в сучасному департаменті Уанкавеліка (Перу), оскільки міфи чанка про створення світу оповідають про їх походження з оз. Чоклокоча (в індіанців мала також назву Ача) в окрузі Піпілчака. Це озеро знаходиться на висоті 4 511 м на території довжиною 9 км і шириною 3 км. В часи Середньовіччя вона втікала в басейн Атлантичного океану по р. Пампас, що розділяє департамент Аякучо на дві частини. Згодом русло цієї річки змінилося, і тепер вона впадає в басейн р. Іка.
За міфами чанка походять від пуми. Тому шкури пум використовували як церемоніальні убрання.

## Територія
Згідно з дослідженнями археології територія чанка простягалася від Кастровіррейни (м.Уанкавеліка), включаючи весь сучасний департамент Аякучо і частина департаменту Апурімак, маючи кордону в місці злиття річок Пампас й Апурімак. Дані археології вказують на те, що чанки з'явилися в Андах близько 1100 року н. е.

## Історія
Інформація про чанка свідчить про постійні військові сутички цього народу. Від оз. Чоклокочі чанки після ряду зупинок проникли в одну з гірських долин Центральних Анд, де підкорили собі місцеві племена, а потім зробили цю Андауальяс, що дослівно означає «долина мідних лугів», центром своєї держави. Засновником держави чанка був Ускоуїлька (Дика кішка або Пума). Про нього відомо замало.
З початку 1200-х років чанки військовим шляхом, поступово підпорядковували своїй владі все нові племена. Іноді навіть зганяли деякі племена з їх рідних місць. Особливо для чанка мале значення підкорення племені кечуа. Сама назва «кечуа» зазвичай перекладають як «люди з теплої долини». Діалект цих кечуа був варіантом мови, використовуваного дуже багатьма племенами, що жили в горах поблизу долини Куско. Саме цей діалект став у Тауантінсую державною мовою, пізніше він став насаджуватися і серед інших народів, що знаходилися в підпорядкуванні у інків, поки поступово не перетворився на найпоширенішу мову індіанських народів від сучасних Еквадору до Аргентини.
Споконвічна територія кечуа — субтропічна долина біля міста Абанкай (звідси і їх назва — «люди з теплої долини») — була окупована чанка. Це відбулося близько 1360-1370-х років. Частина племені кечуа пішла з області Абанкай і приєдналася до інків, союз з котрими було встановлено за Капак Юпанкі. Пізніше вони повністю перейшли під захист «синів Сонця», поки нарешті остаточно не розчинилися в народі інків.
Перші контакти чанка з інками відносять до 1290-х або 1310-х років. Спочатку стосунки між ними не були ворожими, оскільки між ними знаходилися численні міста-держави та племена. Ймовірно в цей час частина чанка спустилася з Анд й в сучасному департаменті Аякучо утворило державу, яку називають Уранмарк. Їх стали називати нижні чанка на відміну від гірських або верхніх чанка. Ці чанка зуміли завдати остаточного удару залишкам цивілізації уарі. Після цього вступили в союз з державою Чинча. Також утворено було державу Вілкашуамані. Інші племена чанка — рукано та сора відійшли ще більше на північ.
Верхні чанки, захопивши країну кечуа, вийшли безпосередньо до кордонів держави інків. З цього моменту чанка стали готуватися до протистояння з інками. Зрештою чанка скористалися послабленням держави Куско за час спільного володарювання Віракочі Інки та Інки Урко. Володарі чанка Асту Уаранка і Томай Уаранка вирішили, що міць їхнього народу тепер вже настільки зміцнилася для великої війни проти Інків.
У 1438 році велике військо чанка рушило проти держави Куско. Першим успіхом було захоплення перевал Вільканога, що придало впевненості ворогам інків. Успіхи викликало паніку у знаті та війську супротивників чанка. Частина інків розбіглася, інша не наважилася виступити проти чанка у відкритій битві, а вирішили оборонятися в Куско. Столиця інків було доволі вигідно для захисту від нападів. Чанки на чолі своїх військовиків рушили до Куско. За інформацією інків їх було 100 тис. вояків, коли в інків на чолі з Кусі Юпанкі — 700. Це є пізнішою вигадкою інків, що збільшити славу засновника імперії Пачакутека.
Перебіг подій боїв за Куско достеменно невідомо, але певним є те, що переломним став момент, коли Кусі Юпанкі (або хтось з його вояків) захопив мумію засновника держави чанка Ускоуїлька. Втрата мумії — небесного покровителя чанка — позбавила їх впевненості у перемозі. В результаті чанки на околицях Куско зазнали поразки. Пізніше це місце інки назвали Яуарпампа (Криваве поле). За доволі правдоподібними даними тоді загинуло 22 тис. чанка проти 8 тис. вояків-інка.
Після поразки чанка відступили до місця Ічупампа. Тут Асту Уаранка і Томай Уаранка вирішили взяти реванш за невдачу біля Куско. В результаті запеклої битви чанка зазнали нищівної поразки. Одного з двох вождів чанка, Тома Уаранка, було вбито у битві, а ввечері того ж дня загинув у бою інший вождь — Асту Уаранка.
В результаті цієї битви чанка зазнали поразки за панування над Центральними Альпами. Проте держава чанка деякий час зберігалася.
Проте до 1447 року військами інків були підкорені чанки в області сучасного міст Андауайлас, Уранмарка та державу чанка зі столицею в Вілкашуамані. Незабаром захоплено місто чанка Уаманго (сучасне м. Аякучо).
З цього моменту чанка увійшли до війська інків, ставши однією з боєздатних частин армії інків. Вони особливо відзначилися під час північного походу апо кіспая Капак Юпанкі. Проте Сапа Інка після успіхів своєї армії наказав знищити чанка. Останні на чолі з Анко Айлью, перебуваючи в області Уанака вирішили втекти з інкського війська. По дорозі чанки вдерлися до долини (сьогодні має назву Кальєхон-де-Уайлас). Тут вони захопили жінок, а також поповнили свої запаси. Повністю себе забезпечивши, чанки попрямували потім на схід, до Анд, поки не вийшли до долини Мараньон. Тут, біля сучасної перуанської річки Монтаньє, вони й осіли. Анко Айлью утворив державу чанка, яка зберігала незалежність до появи іспанських конкістадорів.
Під час походів апо кіспая Капак Юпанкі у 1460–1465 роках були підкорені останні племена чанка — рукано. Надалі з числа рукано імператори інків набирали найвідданіших слуг. Племена сора були підкорені за правління Тупак Юпанкі.

## Мова
Споконвічні носії кечуанської мови, тобто кечуа в істинному розумінні слова, стали першою жертвою експансії чанка. Своєю чергою чанка підкоривши кечуа, згодом перейняли їх мови (до того вони розмовляли на мові рідній мові пукіна). Сьогодні нащадки чанка розмовляють на мові чанка-кечуа (або аякуцькому діалекті кечуа).

## Державна організація
Верхні чанки не були централізованою державою, вони ще не перейшли від стадії військово-політичного союзу. На чолі чанка стояли військові вожді. Проте їх статус достеменно невідомий. В низці літописів та хронік їх називають Капак, тобто володар. У верхніх чанка були правителі, яких прирівнюють до давньоримських консулів або спартанських царів. Це свідчить про виборність посад серед знаті. Їх коло повноважень не зовсім відомі: знано, що ці вожді мали повну владу на час війни. Лише з часом у нижніх чанках були утворені міста-держави, які проіснували недовго й були поглинені інками.
Про великі міста чанка відомо замало. З них відомо лише про міста, що розташовувалися поблизу або на місці сучасних міст Парко, Андауальяс, Анкояко, Уранмарк та Вілкашуамані. Міська культура у чанка не встигла набути значного розвитку більшість населення мешкала у великих та малих селищах. Знать ховали у своєрідних мавзолеях, а простих людей — у землі.

## Армія
Чанка відомі своїми доволі агресивними діями під час бою. Проте їх військові організація та тактика невідомі. Ймовірно вони в багато в чому були схожі на інкські. Надалі, з огляду на включення чанка до війська інків, останні частину прийомів перейняли у чанків.
Своїх ворогів чанка частково перетворювали на рабів, які повинні були здійснювати окремі роботи. Більшість страчували, здираючи шкіру, а з голів створювали чаши для пиття. Відома була традиція чанків пити кров ворогів.

## Економіка
Чанка переважно займалися землеробством. Застосовувалися зазвичай техніки звичні для андських культур. Більшість з прийомів обробки землі та вирощування сільськогосподарських культур чанки отримали від кечуа та Уарі. Ймовірно деякий час були кочівниками, але після того, як стали вести осілий спосіб життя, традиції скотарства також збереглися у чанки.
У чанка набуло розвиток гончарна справа. Кераміка чанка відрізнялася пласким посудом з шорсткою поверхнею, яку розмальовували чорною та червоною фарбами. Розповсюдженими були глечики з вузьким горлечком, широкі миски. Також створювали різні фігурки людей.